# Xiao Jing Cheng

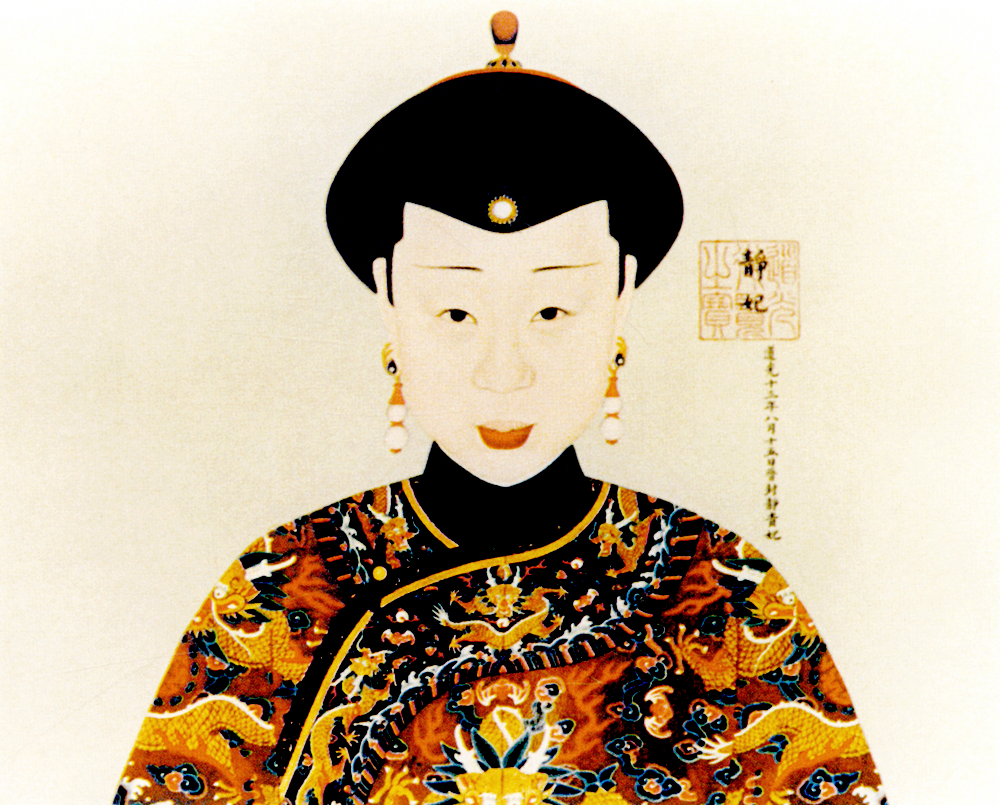
Waardige Dame Jing

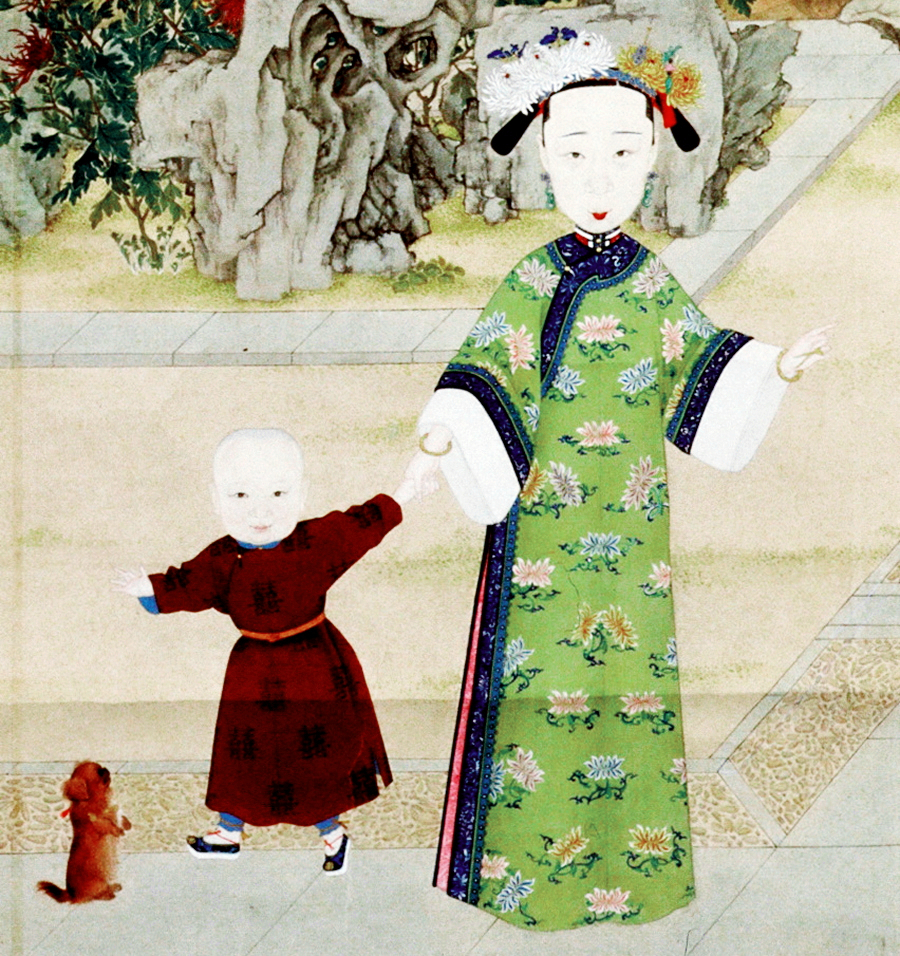
Waardige Dame Jing

Keizerin Xiao Jing Cheng ('Chinees: 孝静成皇后, Xiao Jing Cheng huanghou) (Tongliao, 19 juni 1812 - Oude Zomerpaleis, 21 augustus 1855) behoorde tot de Mongoolse Borjigit stam (博尔吉济特氏). Ze was de dochter van Hualanga en werd geboren in het zeventiende regeringsjaar van Keizer Jiaqing. Haar familie waren afstammelingen van Genghis Khan.
Zij werd een bijvrouw van keizer Daoguang tijdens de eerste selectie voor de harem van de keizer. Zij ontving de titel Waardige Dame Jing. In 1826 beviel de 14-jarige Waardige Dame Jing van een zoon die vlak na zijn geboorte overleed. Binnen twee jaar promoveerde zij tot een bijvrouw van de derde rang. In 1829 kreeg zij een tweede zoon die ook vlak na zijn geboorte overleed. In 1840 overleed "keizerin Xiao Quan Cheng", de derde keizerin van Daoguang, waardoor er iemand anders voor de keizerlijke huishouding moest zorgen. Deze taak werd aan Waardige Dame Jing gegeven waardoor zij promoveerde tot bijvrouw van de eerste rang.
In 1850 overleed keizer Daoguang en werd hij opgevolgd door zijn zoon Xianfeng. Hij verleende aan Waardige Dame Jing de titel Mijn recente vaders Keizerlijke Bijvrouw Weduwe Kang Ci (皇考康慈皇太贵妃). Haar zoon prins Yi Xin dacht dat zij de titel keizerin-weduwe zou krijgen, maar die kreeg zij niet van de nieuwe keizer. De nieuwe keizer was een zoon van keizerin Xiao Quan Cheng, maar was na haar dood wel door Waardige Dame Jing opgevoed.
Prins Yi Xin keek neer op zijn oudere stiefbroer, omdat hij zijn moeder niet de titel keizerin-weduwe had gegeven, hoewel zij erg goed voor hem was geweest na de dood van zijn moeder.
In 1852 werden de selecties voor de harem van keizer Xianfeng gehouden. Omdat Waardige Dame Jing de hoogste rang had van de overlevende bijvrouwen van keizer Daoguang mocht zij de bijvrouwen voor de nieuwe keizer kiezen. Zijn keizerin werd een dame van de Niuhuru stam en onder de bijvrouwen zat een dame van de Yehenara stam. Deze twee vrouwen werden later bekend als Keizerin-Weduwen Cian en Cixi.
In 1855 werd Waardige Dame Jing ernstig ziek. Omdat zij goed had gezorgd voor keizer Xianfeng toen hij jong was, kreeg zij uiteindelijk toch nog de titel keizerin-weduwe Kang Ci. Xianfeng had haar in eerste instantie niet tot keizerin-weduwe benoemd omdat dit tegen de wet was. Dame Borjigit was immers tijdens haar leven geen keizerin geweest, noch de moeder van een keizer. Een aantal dagen na de ontvangst van deze eretitel overleed ze echter al op 43-jarige leeftijd. Zij werd in het Muling Mausoleum voor keizerlijke bijvrouwen begraven. Na haar dood kreeg zij kreeg ook de eretitel "keizerin Xiao Jing Cheng" .

## Kinderen
- Prins Yi Kang (奕綱) (1826 - 1827). Na de troonsbestijging van de keizer Xianfeng in 1850 kreeg hij postuum de vereerde titel "prins van de tweede rang Shun He" (順和郡王).
- Prins Yi Ji (奕繼) (1829 - 1830).
- Prinses Shou En (寿恩固伦公主) (1831 - 1859). Zij was de zesde dochter van keizer Daoguang. Zij werd geboren in het tiende regeringsjaar van keizer Daoguang. Als dochter van een keizerlijke gemalin werd zij een prinses van de tweede rang. In 1844 werd zij gepromoveerd tot een prinses van de eerste rang en kreeg zij de titel "Shou En". Een jaar later trouwde zij met Jing Shou (? - 1889) van de Mantsjoe Fucha stam. Prinses Shou En overleed in het negende regeringsjaar van keizer Xianfeng.
- Prins Yi Xin (奕訢) (1833 - 1898), beter bekend als "Prins Gong (恭親王)".